# Ducati 600 Monster
 (signalé en août 2025).
Si vous disposez d'ouvrages ou d'articles de référence ou si vous connaissez des sites web de qualité traitant du thème abordé ici, merci de compléter l'article en donnant les références utiles à sa vérifiabilité et en les liant à la section « Notes et références ».
- Archive Wikiwix
- Bing
- Cairn
- DuckDuckGo
- E. Universalis
- Gallica
- Google
- G. Books
- G. News
- G. Scholar
- Persée
- Qwant
- (zh) Baidu
- (ru) Yandex
- (wd) trouver des œuvres sur Wikidata

Pour les articles homonymes, voir M600.
 (mars 2024).
Si vous disposez d'ouvrages ou d'articles de référence ou si vous connaissez des sites web de qualité traitant du thème abordé ici, merci de compléter l'article en donnant les références utiles à sa vérifiabilité et en les liant à la section « Notes et références ».
La 600 Monster est une moto construite par Ducati entre 1994 et 2001.

## Histoire
Apparue en 1994, la M600 diffère de la 900, non seulement par sa cylindrée, mais aussi par son refroidissement uniquement par air, son embrayage en bain d'huile, son disque de frein avant unique et sa boîte de vitesses à 5 rapports. Son moteur est emprunté à la 600 SS.
Sa force est d'associer le look de sa grande sœur avec un caractère plus paisible à un tarif plus abordable. Elle coûtait 46 050 F (7 020 €).
- 1995 :

Un an après sa première version, le réservoir est remodelé. Il passe à 16,5 litres. Le volume de la réserve est inchangé.
- 1996 :

M600 Carbone : le réservoir, les caches latéraux et le dosseret de selle sont réalisés en fibre de carbone. Elle était vendue 55 990 F (8 535 €).
- 1998 :

M600 Dark : Conçu pour présenter un modèle à prix plancher (40 990 F soit 6 249 €), la Mostro Dark connut un grand succès. Elle était revêtue d'une présentation noir mat et d'un équipement de moins bonne facture.
- 1999 :

La gamme Monster reçoit une nouvelle fourche, de plus grand diamètre (43 au lieu de 41 mm).
M600 Classic : Nouvelle dénomination pour la version standard vendue 44 990 F (6 859 €).
M600 City : Basé sur un modèle Classic, la City propose en plus un pare-brise, des sacoches semi-rigides et une selle biplace. Elle est vendue 48 990 F (7 468 €).
L'usine envisagea de produire une version spéciale de City pour équiper la police municipale milanaise.
M600 City Dark : Mélangeant les modèles City et Dark, elle devient presque un modèle utilitaire pour un prix rabaissé.
- 2000 :

M600 Classic : Elle devient accessible aux jeunes permis, puisque le moteur est bridable à 34 chevaux pour 44 990 F (6 859 €).
- 2001 :

M600 Metallic : La Monster est disponible dans des coloris métallisés, pour sa dernière année de commercialisation. Le réservoir perd de sa capacité. Il ne contient plus que 16 litres, alors que la réserve est ramenée à 3 litres.
Elle est remplacée l'année suivante par la M620.